# Piast Choszczno
Piast Choszczno – polski klub piłkarski z siedzibą w Choszcznie, powstały w 1946 roku i zlikwidowany w 2010 roku.

## Nazwy
- 1946 – KS Zryw Choszczno
- 1948 – Spółdzielczy Klub Sportowy Choszczno
- 1949 – Spójnia Choszczno
- Klub Milicyjny Gwardia Choszczno
- 1957 – KS Piast Choszczno
- 1960 – Wojskowy Klub Sportowy Grunwald Choszczno
- 1993 – Miejski Klub Sportowy Piast Choszczno[1]

## Sukcesy
- 11. miejsce w III lidze – 1976/77,
- finalista Pucharu Polski OZPN Gorzów Wlkp. – 1982/83,
- I runda Pucharu Polski – 1962/63.

## Stadion
Dane techniczne Stadionu Miejskiego w Choszcznie:
- pojemność: 750 (w tym 509 miejsc siedzących)
- oświetlenie: brak
- wymiary boiska: 100 m x 60 m

## Sezon po sezonie
| Sezon   | Liga                                  | Pozycja | Punkty | Bramki | Uwagi                                      |
| ------- | ------------------------------------- | ------- | ------ | ------ | ------------------------------------------ |
| 1976/77 | III liga (grupa VII)                  | 11      | 18     | 27:45  | spadek                                     |
| (...)   |                                       |         |        |        |                                            |
| 1998/99 | Liga okręgowa (Gorzów Wlkp.)          | 11      | 39     | 39:46  | przeniesienie do gr. szczecińskiej         |
| 1999/00 | Liga okręgowa (Szczecin)              | 5       | 50     | 50:37  |                                            |
| 2000/01 | Liga okręgowa (Szczecin III)          | 2       | 52     | 73:27  |                                            |
| 2001/02 | Liga okręgowa                         |         |        |        |                                            |
| 2002/03 | Liga okręgowa (Szczecin III)          | 1       | 75     | 101:24 | awans                                      |
| 2003/04 | IV liga (zachodniopomorska)           | 16      | 29     | 41:83  | spadek                                     |
| 2004/05 | V liga (Szczecin)                     | 1       | 66     | 74:37  | awans                                      |
| 2005/06 | IV liga (zachodniopomorska)           | 16      | 36     | 43:65  | spadek                                     |
| 2006/07 | V liga (grupa Szczecin)               | 2       | 69     | 75:30  | awans                                      |
| 2007/08 | IV liga (zachodniopomorska)           | 10      | 46     | 53:47  | spadek                                     |
| 2008/09 | IV liga (zachodniopomorska)           | 2       | 61     | 100:45 | awans                                      |
| 2009/10 | III liga (pomorsko-zachodniopomorska) | 13      | 35     | 41:42  | Piast wycofał się po zakończeniu rozgrywek |